# Memetik
Memetikken går ud på at opfatte kultur på samme måde som gener. Ethvert kulturelt element der reproduceres ved efterligning, er et mem (udtales med stødt [e] som i 'gen'). Sådan definerede Richard Dawkins det i 1976, og denne definition bruges stadig. Det vil sige at et mem kan være instruktioner som reglerne til Ludo eller opskriften på tomattærte. Det kan være temaet til Jeopardy eller det at gå i sort tøj. Men det kan også være holdninger som at stearinlys er hyggelige, at atomkraft er godt, eller at form og indhold ikke kan adskilles. 
Når mange memer er samlet og udgør en helhed, taler man om memplexer. Det kan være større ideologier, religioner eller livsopfattelser. Og endelig har vi det enkelte menneskes identitet som består af alle de memer der findes i personens hjerne – i moderne memetik kaldes det for selvplex ("selfplex").
En tanke eller en ide skal replikeres for at være et mem. Hvis det ikke er blevet imiteret, er det ikke et mem. Selverfaret lærdom, mange følelsestilstande og rene stimulus-reaktioner falder derfor uden for definitionen. Eksempelvis er måden man cykler på, ikke et mem. Man kan ikke lære at holde balancen ved at se andre gøre det eller ved at få det forklaret. Til gengæld er selve det at man overhovedet finder på at sætte sig op på en cykel, et mem. 

## Memetikkens historie
Teorien om memer blev først fremsat som en sidebemærkning i 1976 af zoologen Richard Dawkins i bogen The Selfish Gene. Her hævder han at det er generne (og ikke hele organismen) som er det afgørende element i evolutionen. Det underbygger han med at generne reproduceres, spredes og muteres efter det mønster som Darwin skitserede.
I slutningen af bogen forsøger Dawkins at sætte sin teori i relief og forestiller sig at der kan findes andre replikatorer end genet. Som sidestykke til genet opfinder han ordet 'meme': enheden for kulturel evolution. Det kommer af det græske ord for efterligning 'mimeme', og for at understrege parallellen til biologien er det forkortet, så det lyder som 'gene'.
Dawkins’ hypotese skulle vise sig at blive til meget mere end en perspektiverende afslutning. Psykologer, sociologer og antropologer har siden diskuteret teorien livligt, og der er blevet skrevet bøger og artikler om emnet. Bedømmelserne går lige fra udråbelser af memetikken til at være den endelige kulturteori til blanke afvisninger af teorien som ny vin på gamle flasker. 
Det nyeste og mest grundlæggende indføring i memetik er Susan Blackmores The Meme Machine fra 1999. Her er 'mem-maskinen' mennesket – et viljeløst apparat der lever for at reproducere memer.